# Kupnowytschi
Kupnowytschi (ukrainisch Купновичі; russisch Купновичи Kupnowitschi, polnisch Kupnowice, deutsch Kupnowitz) ist ein Dorf in der westukrainischen Oblast Lwiw mit etwa 360 Einwohnern.
Am 9. August 2015 wurde das Dorf ein Teil der neu gegründeten Landgemeinde Luky (Луківська сільська громада/Lukiwska silska hromada), bis dahin bildete es mit Nyschnje und Wankowytschi die Landratsgemeinde Kupnowytschi.
Am 12. Juni 2020 wurde die Landgemeinde wieder aufgelöst und das Dorf ein Teil der Stadtgemeinde Rudky (Рудківська міська громада/Rudkiwska miska hromada).

## Geschichte
Der Ort wurde im Jahre 1337 gegründet. Er gehörte zunächst zur Woiwodschaft Ruthenien der Adelsrepublik Polen-Litauen. Bei der Ersten Teilung Polens kam das Dorf 1772 zum neuen Königreich Galizien und Lodomerien des habsburgischen Kaiserreichs (ab 1804).
Im Jahre 1783 im Zuge der Josephinischen Kolonisation wurden auf dem Grund des Dorfes deutsche Kolonisten lutherischer Konfession angesiedelt. Das Dorf wurde in zwei Gemeinden getrennt: Kupnowice Stare (Alt Kupnowitz) und Kupnowice Nowe (die Kolonie, Neu Kupnowitz). Die Protestanten gehörten zur Pfarrgemeinde Hartfeld in Evangelische Superintendentur A. B. Galizien, später eine Filialgemeinde.
Im Jahre 1900 hatte die Gemeinde Kupnowice Stare 142 Häuser mit 856 Einwohnern, davon 808 ruthenischsprachige, 45 polnischsprachige, 3 deutschsprachige, 802 griechisch-katholische, 1 römisch-katholische, 38 Juden, 15 anderen Glaubens. Die Gemeinde Neukupnowitz, Kupnowice Nowe hatte 37 Häuser mit 255 Einwohnern, davon 244 deutschsprachige, 5 polnischsprachige, 6 ruthenischsprachige und griechisch-katholische, 5 Juden, 244 anderen Glaubens.
Nach dem Ende des Polnisch-Ukrainischen Kriegs 1919 kamen beide Gemeinden zu Polen. Im Jahre 1921 hatte die Gemeinde Kupnowice Stare 152 Häuser mit 858 Einwohnern, davon 834 Ruthenen, 17 Polen, 7 Juden (Nationalität), 831 griechisch-katholische, 1 römisch-katholische, 5 evangelische, 21 Juden (Religion). Die Gemeinde Kupnowice Nowe (Neukupnowice) hatte 38 Häuser mit 237 Einwohnern, davon alle Polen, 189 evangelische, 22 griechisch-katholische, 18 römisch-katholische, 8 Juden (Religion)
Im Zweiten Weltkrieg gehörte der Ort zuerst zur Sowjetunion und ab 1941 zum Generalgouvernement, ab 1945 wieder zur Sowjetunion, heute zur Ukraine.